# رودخانه خورخوره

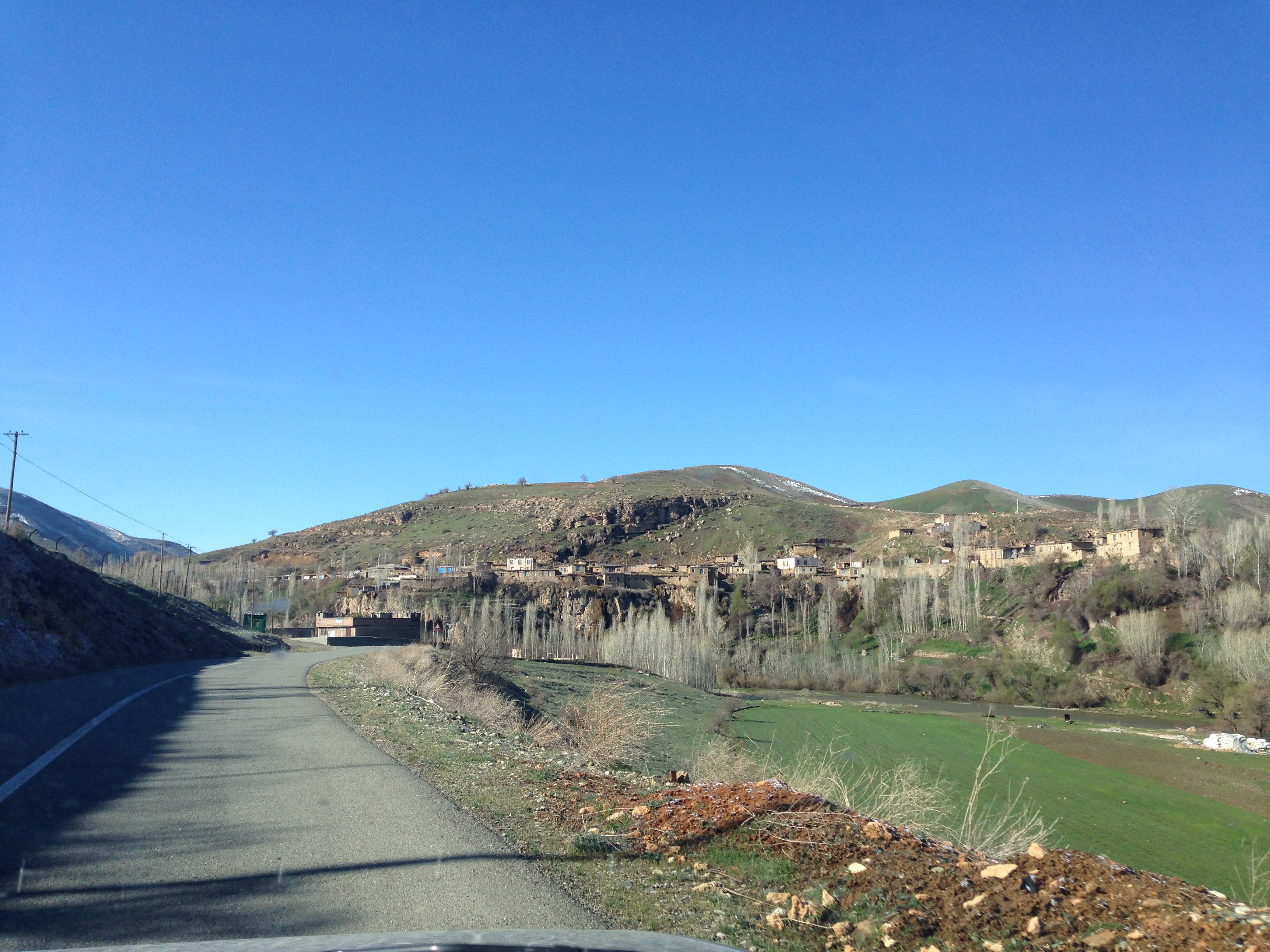
خورخوره سقز

رودخانه خورخوره نام رودی است که در شمال غرب ایران در استان کردستان شهر سقز واقع شده است. این رودخانه از کوهستان  های منطقه خورخوره و تیلکوه و دشت اوباتو و شمال کوههای چهل‌چشمه‌ سرچشمه گرفته و از جنوب به شمال، به موازات حاشیه شرقی رودخانه زرینه‌رود جاری است‌. 
رودخانه خورخوره یکی از شاخه های اصلی زرینه رود است که وارد سد کاظمی شده و در نهایت و به دریاچه ارومیه جاری می‌شود. 